# Хлорофилл d
Хлорофилл d  — один из хлорофиллов, 3-дезвинил-3-формил-хлорофилл а. В растворах органических растворителей имеет красный максимум поглощения в области 690—697 нм, сдвинутый на 30 нм в длинноволновую сторону по сравнению с хлорофиллом a, а в живых организмах — 710 нм, то есть уже на границе инфракрасной области.
Впервые хлорофилл d был обнаружен в 1943 году в экстрактах из красных водорослей, но синтезирующая его симбиотическая цианобактерия, получившая название Acaryochloris marina, была обнаружена только в 1993 г. и формально описана в 1996.
Позже из морских и континентальных водоемов были выделены другие симбиотические и свободноживущие штаммы цианобактерий, содержащие хлорофилл d. Судя по нуклеотидной последовательности 16S РНК, все они близки к первому выделенному штамму и входят в род Acaryochloris. Эти организмы адаптированы к особым световым условиям с преобладанием ближнего инфракрасного излучения над красным светом, поглощаемым хлорофиллом а и другими пигментами цианобактерий и водорослей. Такие условия характерны, например, для нижней стороны талломов красных водорослей, что, видимо, объясняет его первоначальное обнаружение.
У известных штаммов рода Acaryochloris хлорофилл d является главным хлорофиллом и его количество превышает 90 % всех хлорофиллов. Он присутствует не только в светособирающей антенне, но и замещает хлорофилл а в качестве первичного донора в реакционных центрах обеих фотосистем.
Недавно было обнаружено, что хлорофилл d, наряду с хлорофиллом f, в небольших количествах синтезируется многими обычными цианобактериями при росте в условиях освещения ближним инфракрасным (ИК) светом (с длиной волны 710—750 нм). В отличие от видов рода Acaryochloris, у этих организмов хлорофилл d не входит в состав реакционных центров, и его количество даже при ИК-освещении не превышает 1—2% от общего содержания хлорофиллов.